# 摩爾多瓦21歲以下國家足球隊
摩爾多瓦21歲以下國家足球隊（Moldova national under-21 football team，簡稱摩爾多瓦U21）是摩爾多瓦的21歲以下國家足球代表隊，由摩爾多瓦足球協會組織，為1991年苏联解体後分裂出來的球隊之一，參加每兩年舉辦一次的歐洲U-21足球錦標賽。

## 競賽歷史
摩爾多瓦U21自1996年參加歐洲U-21足球錦標賽至今仍未曾晉級決賽週。2007年需要進行外圍賽預賽，對手為哈薩克，首回合作客賽和0-0，次回合主場憑完場前射入十二碼淨勝1-0獲得晉級；分組賽與英格蘭及瑞士同組，雖然作客2-2迫和英格蘭，但主場卻1-3負於瑞士，1和1負小組墊底無緣出線。2009年外圍賽摩爾多瓦U21被編入第9組，8戰4勝4負只得小組第4位，但在主場以1-0擊敗最後贏得錦標的德國隊。

### 歐青盃歷屆成績
| 年度   | 主辦國   | 冠軍     | 成績       |
| ------ | -------- | -------- | ---------- |
| 1978年 | 主客制   | 南斯拉夫 | 隸屬蘇聯   |
| 1980年 | 主客制   | 蘇聯     | 隸屬蘇聯   |
| 1982年 | 主客制   | 英格蘭   | 隸屬蘇聯   |
| 1984年 | 主客制   | 英格蘭   | 隸屬蘇聯   |
| 1986年 | 主客制   | 西班牙   | 隸屬蘇聯   |
| 1988年 | 主客制   | 法國     | 隸屬蘇聯   |
| 1990年 | 主客制   | 蘇聯     | 隸屬蘇聯   |
| 1992年 | 主客制   | 義大利   | 隸屬蘇聯   |
| 1994年 | 法國     | 義大利   | 沒有參賽   |
| 1996年 | 西班牙   | 義大利   | 外圍賽出局 |
| 1998年 | 羅馬尼亞 | 西班牙   | 外圍賽出局 |
| 2000年 | 斯洛伐克 | 義大利   | 外圍賽出局 |
| 2002年 | 瑞士     | 捷克     | 外圍賽出局 |
| 2004年 | 德国     | 義大利   | 外圍賽出局 |
| 2006年 | 葡萄牙   | 荷蘭     | 外圍賽出局 |
| 2007年 | 荷蘭     | 荷蘭     | 外圍賽出局 |
| 2009年 | 瑞典     | 德國     | 外圍賽出局 |
| 2011年 | 丹麦     |          |            |

## 外部連結
- 歐洲足協U-21網站 （页面存档备份，存于）
- RSSSF：歐青盃全紀錄 （页面存档备份，存于）